# 张红武
张红武（1958年2月—），男，汉族，河南周口人，中华人民共和国水利生态保护专家，清华大学水利水电工程系教授、黄河水利委员会副总工程师，第九、十、十一届全国政协委员。

## 生平
2008年，当选第十一届全国政协委员，代表农业界，分入第三十九组。并担任人口资源环境委员会专委。